# Stocksfield
Stocksfield – wieś w Anglii, w hrabstwie Northumberland, w civil parish Stocksfield. Leży 20 km na zachód od miasta Newcastle upon Tyne i 400 km na północ od Londynu.